# Traversiner Steg
Der Traversiner Steg ist eine 1996 und 2005 von Jürg Conzett entworfene Hängebrücke in der Viamala auf dem Gebiet der Gemeinden Zillis und Sils im Domleschg im Schweizer Kanton Graubünden.

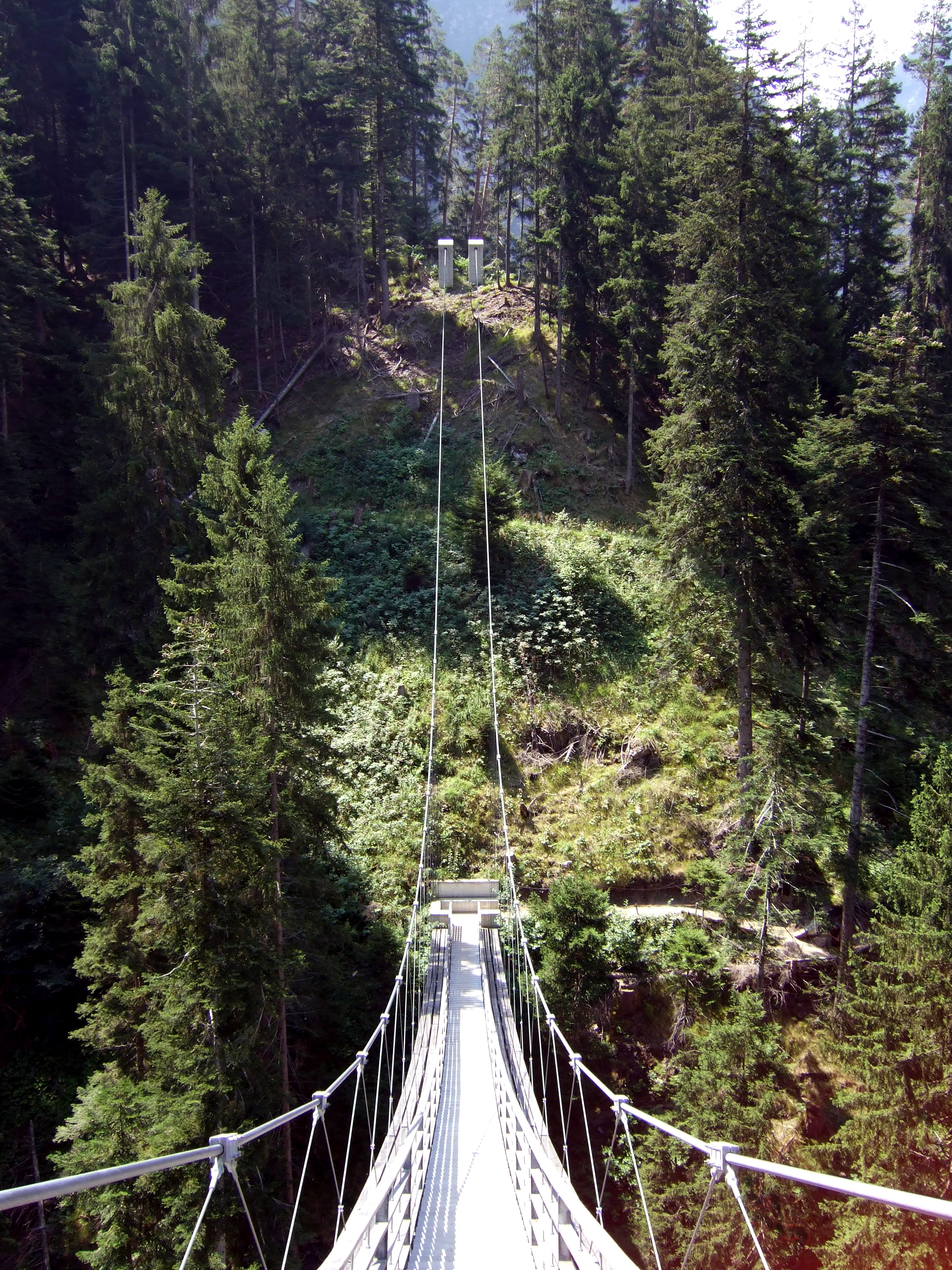
2. Traversiner Steg

## Geschichte

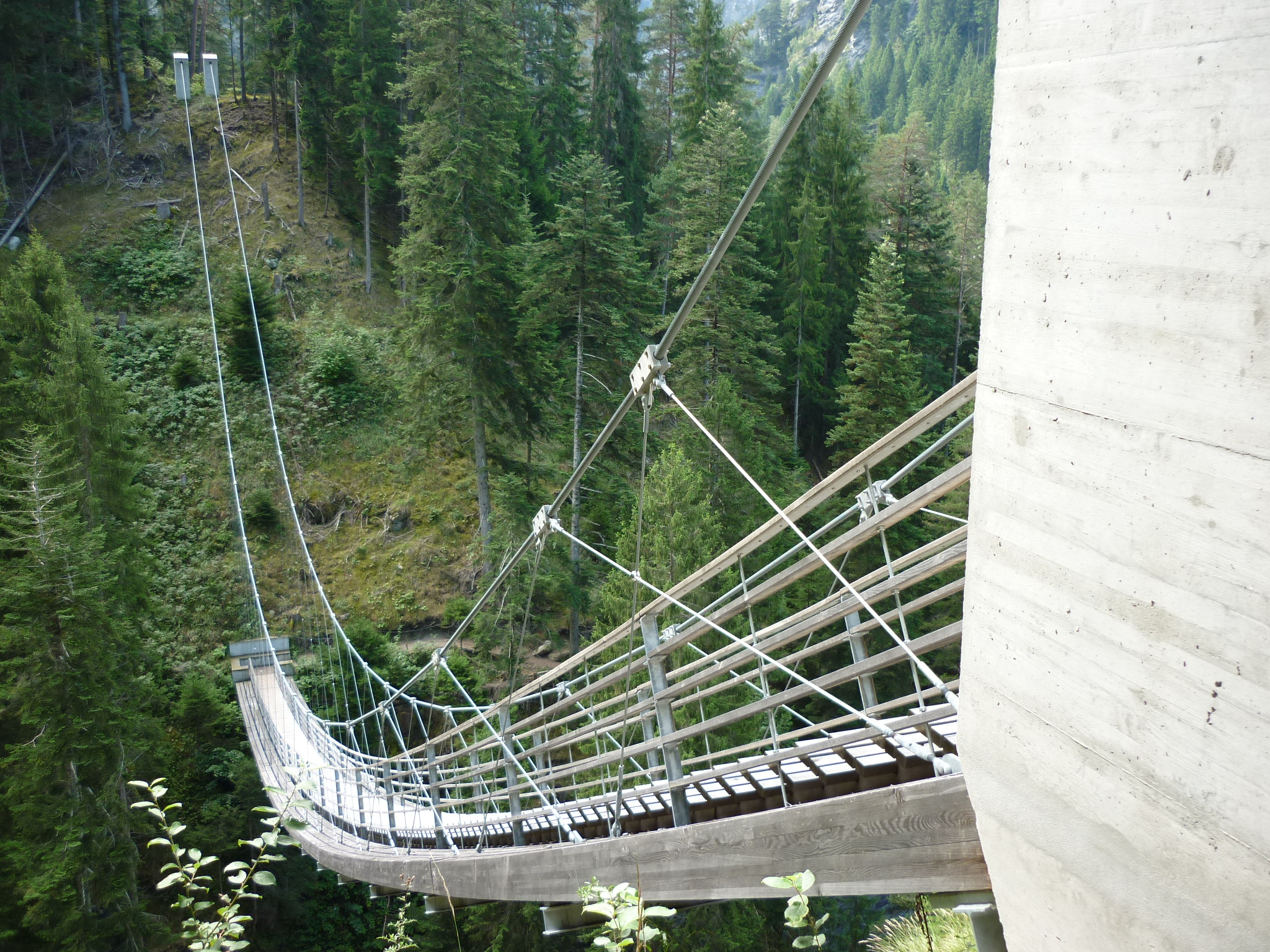
2. Traversiner Steg

### 1. Traversiner Steg
Der erste Traversinersteg wurde 1996 nach Plänen von Jürg Conzett, vom Churer Ingenieurbüro Branger & Conzett, errichtet. Drei Jahre nach Eröffnung wurde er durch einen Steinschlag zerstört. Der Unterbau bestand aus einem 47 Meter langen und 4,2 Tonnen schweren Dreigurtfachwerk aus Lärchenholz, Edelstahlseilen und Stahlstangen. Diese Konstruktion wurde mit einem Gehweg ergänzt. Die vorgefertigte Holzbrücke wurde mit einem Helikopter an den Standort geflogen.

### 2. Traversiner Steg – Himmelsleiter
Die 2005 fertiggestellte Brücke stellt eine hängende Treppe dar. Der zweite Steg wurde ebenfalls von Jürg Conzett, vom Churer Ingenieurbüro Conzett Bronzini Gartmann geplant. Für eine Wiederaufbauung wurde der alte Standort als zu gefährlich eingestuft und deshalb der neue Steg rheinwärts des alten Standorts errichtet. Die 176 Stufen überwinden 22 Meter Höhendifferenz. Die aus Stahl und Naturstein, Föhren- und Lärchenholz gearbeitete Fussgängerhängebrücke liegt bis zu 70 Meter über dem Bachbett. Die Spannweite beträgt 95 Meter und die Gehweglänge 62 Meter. Fotografisch wurde die zweite Brücke von Wilfried Dechau dokumentiert. Die Gesamtkosten lagen bei 527'000 CHF.
Die Brücke dient der Durchquerung des Traversiner Tobels.

## Auszeichnungen und Preise
1. Traversiner Steg:
- 1999: Neues Bauen in den Alpen für Jürg Conzett[9][10]

2. Traversiner Steg:
- 2006: Auszeichnung – Neues Bauen in den Alpen für Jürg Conzett
- 2006: Hase in Gold für Jürg Conzett[11]